# Nefertiabet

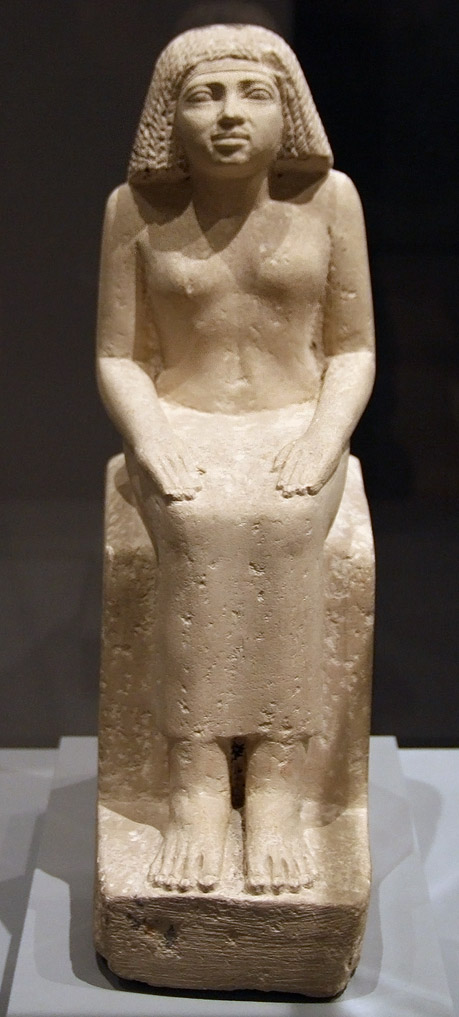
Statua di Nefertiabet. Staatliche Sammlung für Ägyptische Kunst, Monaco di Baviera

Nefertiabet (La Bella d'Oriente) (fl. XXVI secolo a.C.) è stata una principessa egizia della IV dinastia, figlia del faraone Cheope (2589 - 2566 a.C.).

## Tomba
La sua tomba, situata a Giza, è stata rinvenuta(G 1225); è una mastaba che misura 24.25 x 11.05 metri.
Una sua statua, ora a Monaco di Baviera, proviene verosimilmente dalla sua tomba. Nefertiabet è però meglio nota per la sua raffinata stele funeraria (E 15591) in pietra calcarea dipinta con colori vivaci, oggi al Museo del Louvre. Seduta su uno sgabello dalle gambe zoomorfe, la principessa vi compare rivolta verso destra, indossa una lunga parrucca a matassa e una veste in pelle di leopardo che sottolinea le sue nobili origini. Stende la mano su di un tavolo coperto di offerte necessarie per la sopravvivenza della defunta nell'aldilà: forme di pane, lino, unguenti, frutta, vino, birra, cipero dolce, carne d'orice e toro. Sulla destra della stele compare una lunga lista di diverse stoffe, probabilmente cariche di significati simbolici legati alla mummificazione.
La tomba consiste di un pozzo, con un passaggio e una camera: la sepoltura della principessa. All'interno furono rinvenuti frammenti del coperchio piatto di un sarcofago calcareo, vasi e ciotole. In un angolo fu scavato un piccolo pozzo per contenere i vasi canopi. In un secondo momento venne ricavato un ulteriore pozzo annesso a quello principale, poi completamente saccheggiato.

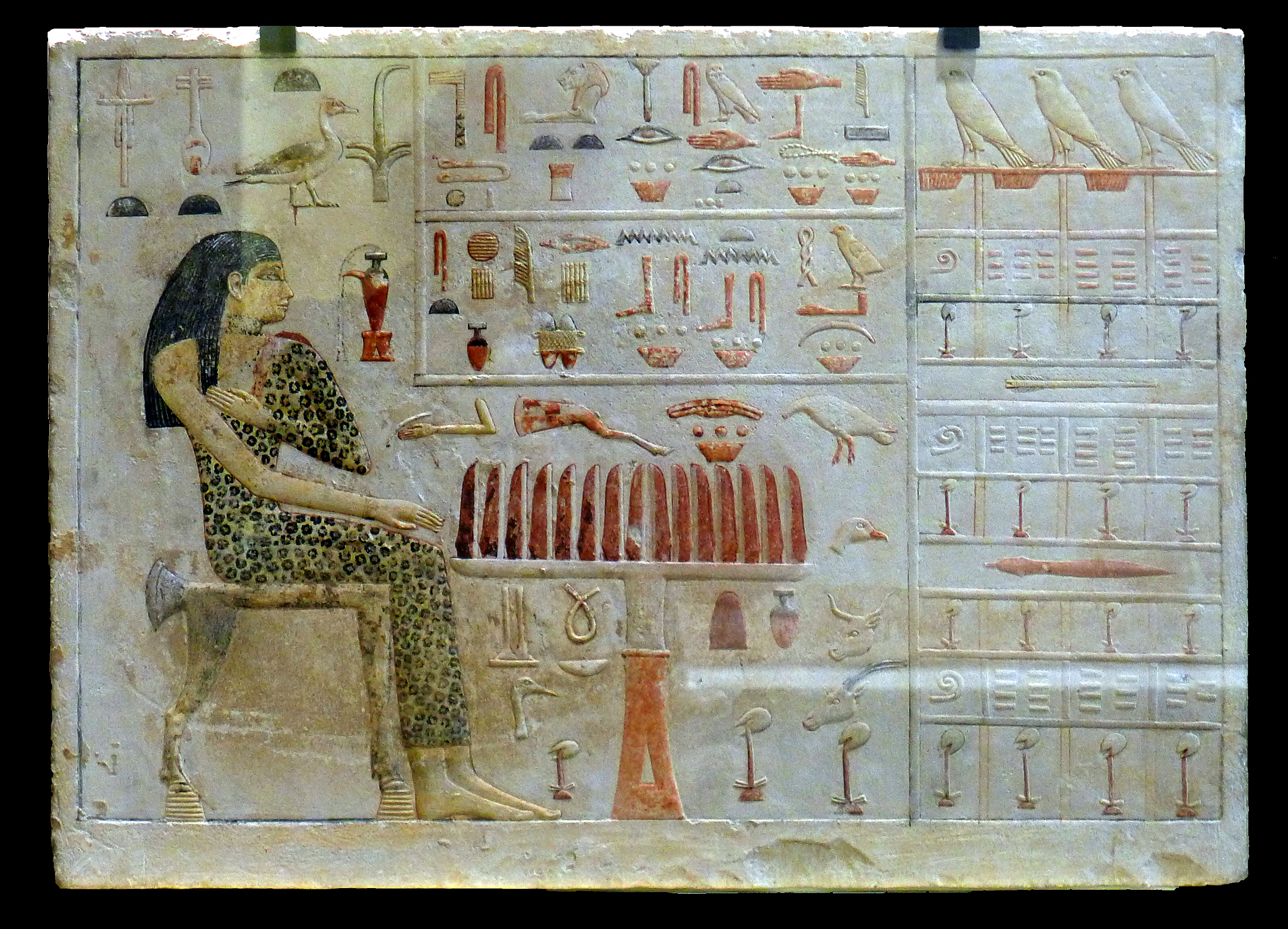
Immagine integrale della stele funeraria della principessa Nefertiabet (E15591). Museo del Louvre, Parigi